# Ostfriedhof (Magdeburg)

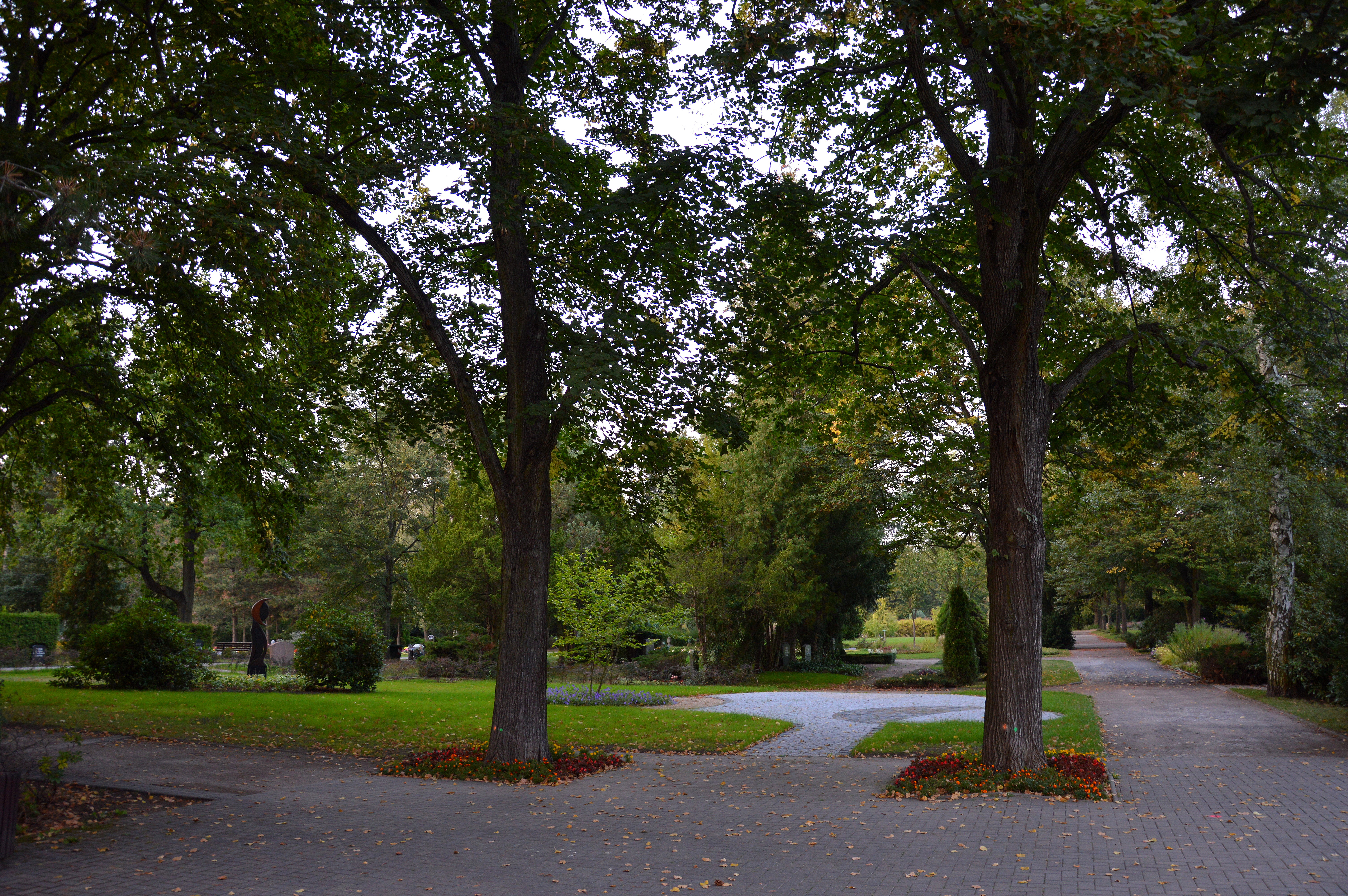
Blick über den Ostfriedhof

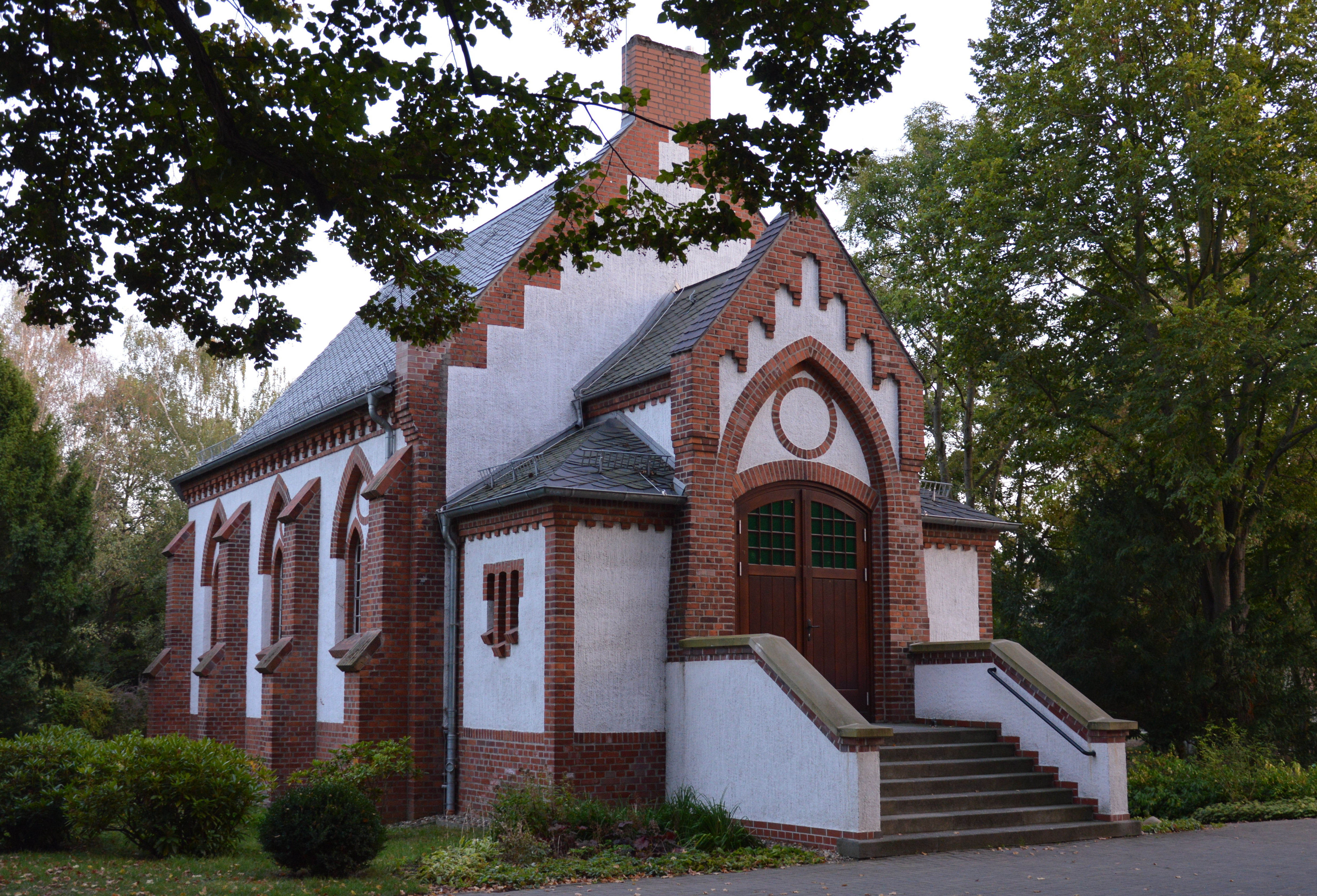
Friedhofskapelle

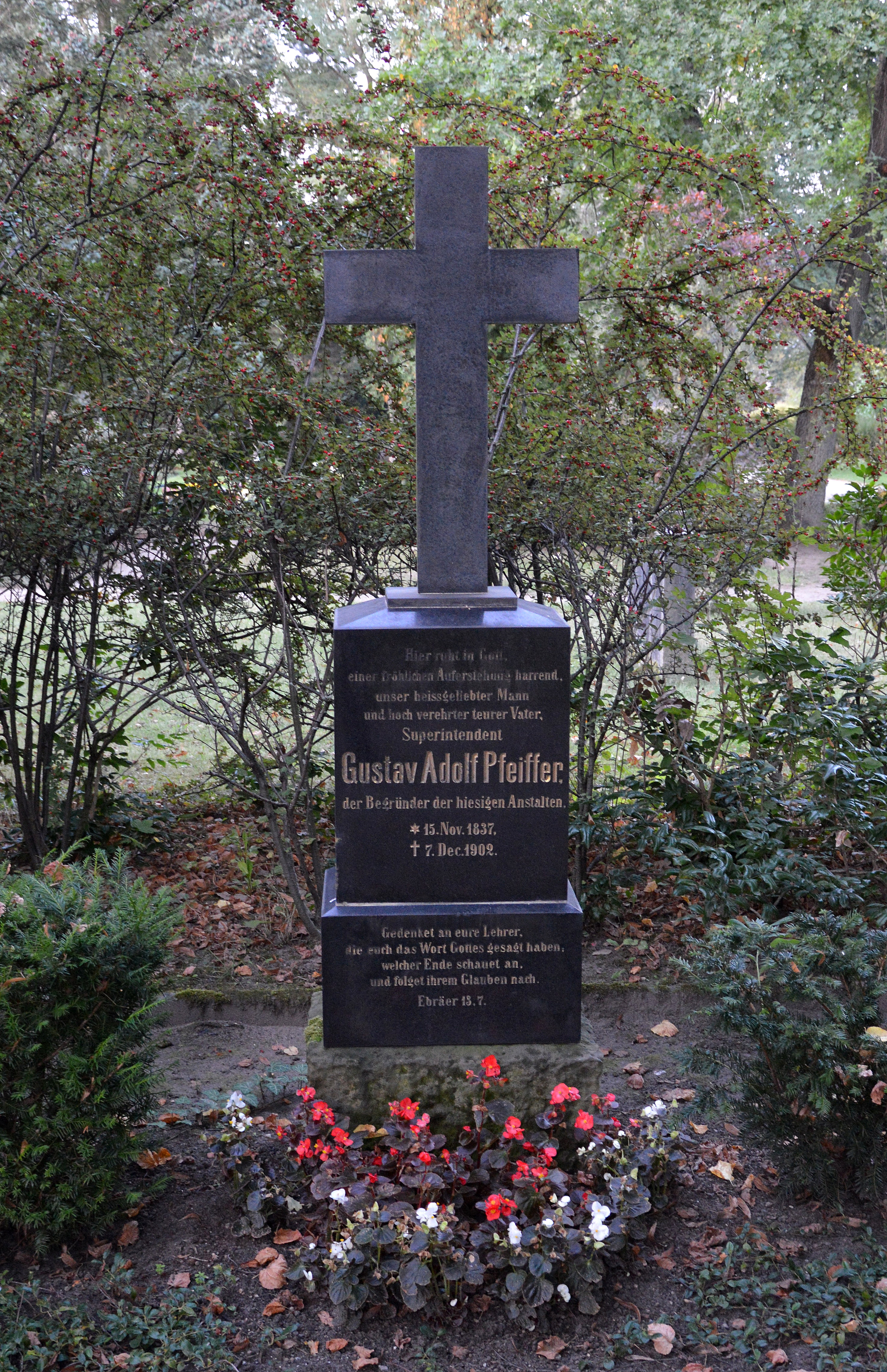
Grabmal für Gustav Adolf Pfeiffer

Der Ostfriedhof Magdeburg ist ein kommunaler Friedhof der Stadt Magdeburg.

## Lage
Der Friedhof umfasst eine Fläche von 6,43 Hektar und liegt im Osten Magdeburgs im Stadtteil Cracau an der Adresse Mühlweg 11. Südlich verläuft der Mühlweg, etwas weiter westlich die Friedrich-Ebert-Straße, östlich die Pfeifferstraße. Von jeder der Straßen besteht ein Zugang zum Friedhof. 

## Geschichte
1880 führte der Cracauer Ortsvorsteher Brandt sowie die Schöffen Riecke und Goetze Verhandlungen zur Anlage eines neuen Friedhofs auf dem Mühlenfeld bei Cracau. Eine geplante Anlage auf den Pfarräckern auf dem Krock hatte sich durch ein sanitäres Gutachten als nicht sinnvoll erwiesen. Bis 1661 fanden die Beerdigungen der Gemeinde auf dem Petersilienberg und danach auf dem Kirchhof neben der Cracauer Sankt-Briccius-Kirche statt. Letztlich wurde durch einen Tausch mit dem Kossaten Lüttgemann das heutige Friedhofsgelände erworben. Die Einweihung des Friedhofs erfolgte dann 1882.
Es ergab sich dann ein Streit um die Fortführung erblicher Familiengrabstellen, die auf dem Kirchhof bestanden. Superintendent Gustav Adolf Pfeiffer vertrat die Auffassung, dass die Inhaber der Erbbegräbnisse Anspruch auf einen Platz auf dem neuen Friedhof hätten. 1892 ergab sich ein Rechtsstreit mit dem Schuhmachermeister Herbst, der seinen Vater im Erbbegräbnis der Familie auf dem Kirchhof beisetzen lassen wollte, das 1881 gekauft worden war. Die Gemeinde sah den Kirchhof, auf dem seit neun Jahren keine Beisetzungen mehr stattgefunden hatten, jedoch als geschlossenen Friedhof. Letztlich konnte sich Herbst durchsetzen. Die Leiche seines Vaters musste auf Kosten der Gemeinde für 85,50 Mark vom neuen Friedhof auf den Kirchhof umgesetzt werden.
Im Jahr 1908 wurde durch eine Stiftung des Maurermeisters Hermann Wilke die Friedhofskapelle des Ostfriedhofes Magdeburg errichtet.

## Beisetzungen bekannter Persönlichkeiten
Am 11. Dezember 1902 wurde Superintendent und Begründer der Pfeifferschen Stiftungen Gustav Adolf Pfeiffer gegen 13.30 Uhr auf dem Friedhof beigesetzt. Zur Beisetzung sprach Pastor Fischer aus Dahlenwarsleben. Die Ruhestätte Gustav Adolf Pfeiffers steht heute unter Denkmalschutz. 1954 wurde der Sanitätsrat Friedrich Lange auf dem Friedhof beerdigt. Er war der erste niedergelassene Arzt in Cracau.
2008 wurde hier der Fußballtrainer Heinz Krügel beigesetzt. Sein Grab befindet sich im Grabfeld 14, Grabnummer 85.